# Mark A. Mangini

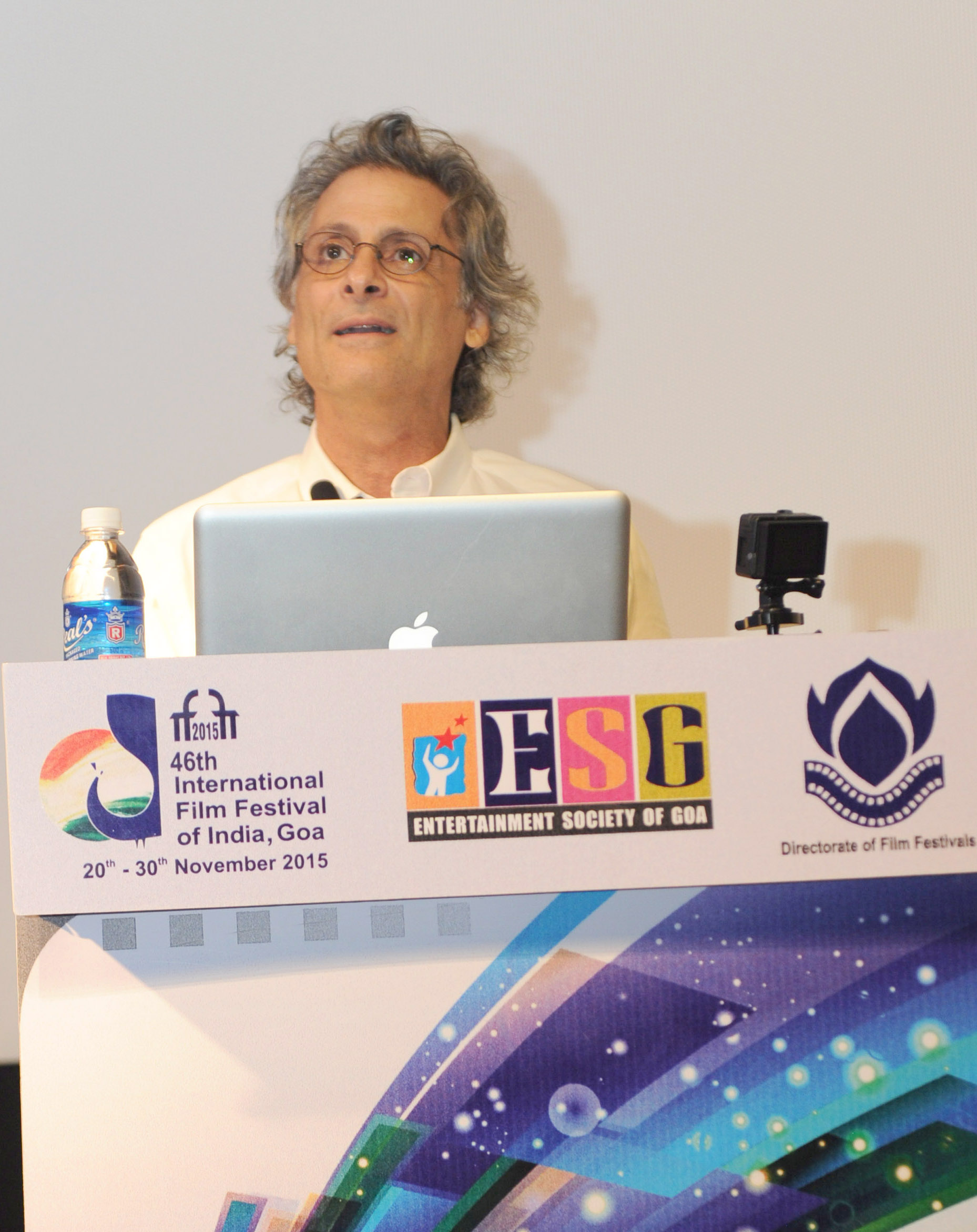
Mark A. Mangini

Mark Anthony Mangini (* 31. August 1956 in Boston, Massachusetts) ist ein US-amerikanischer Tontechniker.

## Leben
Mangini begann seine Karriere 1976 bei den Hanna-Barbera-Studios, wo er an Soundeffekten für Zeichentrickfilme arbeitete. Sein Filmdebüt war Star Trek: Der Film, der erste von mehreren Star-Trek-Filmen mit seiner Beteiligung. Für sein Wirken am Science-Fiction-Film Star Trek IV: Zurück in die Gegenwart war er 1987 erstmals für den Oscar in der Kategorie Bester Tonschnitt nominiert. 1993 erfolgte eine zweite Oscar-Nominierung für den Disney-Zeichentrickfilm Aladdin und 1998 war er für Das fünfte Element oscarnominiert. Bei seiner vierten Nominierung (zusammen mit David White) konnte er den Preis 2016 für Mad Max: Fury Road erstmals gewinnen. Zudem war er für den Film für den BAFTA Film Award in der Kategorie Bester Ton nominiert. 2022 gewann er den Oscar ein zweites Mal.

## Arbeiten für Metro-Goldwyn-Mayer
Für das Filmstudio Metro-Goldwyn-Mayer war Mark Mangini erstmals 1982 tätig. Damals erzeugte er für den Horrorfilm Poltergeist Soundeffekte mit Gebrüll von Löwen. Im Jahr 2008 kam MGM auf Mangini zurück mit der Bitte, den Sound des MGM-Löwenlogos für den anstehenden James-Bond-Film Ein Quantum Trost neu zu gestalten. Mangini nutzte hierzu aber kaum Löwengebrüll, sondern vor allem Tonaufnahmen von Tigern, die er bereits 2006 für den südkoreanischen Film Dragon Wars verwendete.

## Filmografie (Auswahl)
- 1979: Star Trek: Der Film (Star Trek: The Motion Picture)
- 1980: Der letzte Countdown (The Final Countdown)
- 1981: Die Klapperschlange (John Carpenter’s Escape from New York)
- 1981: Jäger des verlorenen Schatzes (Raiders of the Lost Ark)
- 1982: Nur 48 Stunden (48 Hrs.)
- 1984: Gremlins – Kleine Monster (Gremlins)
- 1986: Star Trek IV: Zurück in die Gegenwart (Star Trek IV: The Voyage Home)
- 1989: Star Trek V: Am Rande des Universums (Star Trek V: The Final Frontier)
- 1992: Aladdin
- 1995: Stirb langsam: Jetzt erst recht (Die Hard with a Vengeance)
- 1997: Das fünfte Element (Le Cinquième Élément)
- 1999: The Green Mile
- 2004: Anchorman – Die Legende von Ron Burgundy (Anchorman: The Legend of Ron Burgundy)
- 2006: 16 Blocks
- 2009: Star Trek
- 2013: Jack and the Giants (Jack the Giant Slayer)
- 2015: Mad Max: Fury Road
- 2015: Black Mass
- 2016: The Accountant
- 2017: Blade Runner 2049
- 2021: Dune

## Auszeichnungen (Auswahl)
- 1987: Oscarnominierung in der Kategorie Bester Tonschnitt für Star Trek IV: Zurück in die Gegenwart
- 1993: Oscarnominierung in der Kategorie Bester Tonschnitt für Aladdin
- 1998: Oscarnominierung in der Kategorie Bester Tonschnitt für Das fünfte Element
- 2016: Oscar in der Kategorie Bester Tonschnitt für Mad Max: Fury Road
- 2018: Oscarnominierung in der Kategorie Bester Tonschnitt für Blade Runner 2049
- 2022: Oscar in der Kategorie Bester Ton für Dune
- 2016: BAFTA-Film-Award-Nominierung in der Kategorie Bester Ton für Mad Max: Fury Road
- 2018: BAFTA-Film-Award-Nominierung in der Kategorie Bester Ton für Blade Runner 2049
- 2022: BAFTA-Film-Award-Nominierung in der Kategorie Bester Ton für Dune